# Nannophlebia imitans
Nannophlebia imitans is een libellensoort uit de familie van de korenbouten (Libellulidae), onderorde echte libellen (Anisoptera).
De wetenschappelijke naam Nannophlebia imitans is voor het eerst geldig gepubliceerd in 1900 door Ris.